# Per Kjöllerström
Per August Kjöllerström, född 4 augusti 1839 i Ulricehamn, död 26 februari 1926, var en svensk präst. Han var son till rådmannen Sven Kjöllerström och Johanna Bohman. 
Kjöllerström studerade vid Skara högre allmänna läroverk 1853–59, blev student vid Uppsala universitet 1860, prästvigdes 1868 och blev komminister i Borås 1870. Med sin skrift Westergötland såsom landskap (1919) blev han en banbrytare för Västgötaskolan.